# Загурская, Александра
Александра Загурская (пол. Aleksandra Zagórska; 24 апреля 1884 года, Люблин, царство Польское, Российская империя — 14 апреля 1965 года, Варшава, Польская Народная Республика) — террористка, подполковник польской армии времён второй республики, польский легионер, организатор и командир добровольческого женского легиона, польская националистка.

## Биография
Александра Загурская родилась 24 апреля 1884 года. В 1904 году поступила в Ягеллонский университет в Кракове. В том же году присоединилась к боевой организации Польской социалистической партии. В 1906 году, вместе с Чеславом Свирским, создала подпольную мастерскую, где производились взрывчатые вещества. Участвовала в событиях Кровавой среды. Позднее присоединилась к Союзу активной борьбы и ассоциации стрелков во Львове. Она организовала женские отряды внутри Польской военной организации.
Во время Первой мировой войны организовала женский разведочный отряд Первой бригады польского легиона армии Австро-Венгрии, которым командовала. В звании майора принимала участие в Битве за Львов в 1918 году. В сражении при Львове 21 ноября 1918 года она потеряла своего четырнадцатилетнего сына от первого брака, Ежи Битшана (Бищана).
4 ноября 1918 года сформировала Добровольческий женский легион. Принимала активное участие в Польско-украинской войне и Польско-советской войне. Получила звание подполковника. 1 октября 1921 года по собственной просьбе была уволена с действительной военной службы.
Её второй муж был врачом. Сначала она жила во Львове, затем переехала в Варшаву. После Второй мировой войны, во избежание репрессий со стороны рабочей партии, скрывалась под именем Александры Беднаж. Александра Загурская умерла 14 апреля 1965 года и была похоронена на Брудновском кладбище.

## Награды
За время своей службы Александра Загурская была награждена пятью наградами Второй Речи Посполитой.
- — Орден Возрождения Польши степени кавалера.
- — Крест Независимости с мечами.
- — Крест Храбрых (дважды).
- — Крест Заслуги.
- — Медаль «Участнику войны. 1918—1921».